# Margaret Beames
Margaret Beames (18 de octubre de 1935 - 6 de febrero de 2016) fue una escritora de literatura infantojuvenil, multipremiada, que vive en Feilding, Nueva Zelanda.
En 1977, apareció su primer libro The Greenstone Summer. Desde entonces, ha seguido publicando, habiendo en su haber 35 libros más.

## Premios
En 2000, su libro Oliver en el Jardín ganó en la "Categoría de Libro Ilustrado" y el premio de "Elección Infantil" para los Premios Año 2001 de "Premios de Libro para Niños y Adultos Jóvenes del Correo de Nueva Zelanda, y fue incluido en la Storylines 2000 de Libros Notables Archivado el 24 de abril de 2010 en Wayback Machine. (en la Categoría de Libros Ilustrados), y en la "Lista White Ravens", de la Biblioteca de Juventud Internacional.
Otros cuatro libros suyos han sido incluidos en el "Storylines Notable Books":
- Tormenta en Ficción Juvenil Año 2000;
- Outlanders en Ficción Sénior Año 2001;
- Duster en Ficción Juvenil Año 2003;
- Espíritu Profundo en Ficción Adult Joven Año 2007.

Dos de sus libros fueron finalistas en "Categoría de Ficción Juvenil", de los premios de Libro Infantil de Nueva Zelanda:
- Archway Arrow en 1997,
- The Shearwater Bell en 1998.

En 2005, fue Escritora Residente en la Facultad de Educación, Universidad de Otago.

## Vida personal
Beames nació en Oxford, Inglaterra, y vivió en Kenia dos años. En 1974, se mudó a Nueva Zelanda y trabajó como profesora por más de 30 años. Está casada, y tiene dos hijos y seis nietos.